# Sylvain Pépin
Sylvain Pépin, né le 24 août 1746 à Argenton-sur-Creuse, mort dans la même ville le 17 avril 1819, est un homme politique de la Révolution française. 

## Biographie
En septembre 1792, Pépin, alors accusateur public au tribunal de Châteauroux, est élu député du département de l'Indre, le troisième sur six, à la Convention nationale. 
Il siège sur les bancs de la Plaine. Lors du procès de Louis XVI, il vote pour la détention durant la guerre. Il se prononce en faveur de l'appel au peuple mais contre le sursis à l'exécution. Il est absent aux scrutins sur la mise en accusation de Marat et sur le rétablissement de la Commission des Douze. Sur motion du Comité de Sûreté générale, il est envoyé en mission dans le département de la Haute-Marne en pluviôse an III (février 1795).
Pépin est réélu député sous le Directoire. Il siège au Conseil des Cinq-Cents jusqu'en prairial an V (mai 1797) où il est tiré pour sortir. 
Il devient juge au Tribunal de cassation. Il est à la retraite en 1810, à l'âge de 65 ans, avec une pension annuelle de 1 000 francs. Atteint par la loi du 12 janvier 1816 comme régicide, pour avoir voté contre le sursis à l'exécution de Louis XVI, il est dépossédé de sa pension. Noté par le préfet de l'Indre comme «âgé, faible, pauvre et non méchant», il bénéficie d'un sursis.
Ruiné, ayant vendu tous ses biens, criblé de dettes, il est recueilli par sa fille à Argenton et meurt à 72 ans. Il repose à Argenton.

## Écrits
- Notice historique sur la ville d'Argenton, son ancien château et quelques environs
- Opinion sur le procès de Louis Capet, 6 p., Convention nationale, Imprimerie nationale, Paris
- Sur les subsistances. Moyens à employer pour étendre les propriétés, donner du travail aux citoyens qui n'en ont pas, 19 p., 12 avril 1793[6], Imprimerie nationale, Paris
- Observations sur le projet présenté par le Comité de constitution, 8 p., Convention nationale, Imprimerie nationale, Paris
- Rapport au nom du Comité de législation (le 17 brumaire an 2[7]), sur la réclamation de la citoyenne Senozan, contre les motifs ennoncés dans le décret du 26 mai dernier[8], par lequel la Convention nationale a passé à l'ordre du jour pour les pétitions du citoyen Duplain et des habitants de la commune de Vernouillet[Lequel ?], Convention nationale, 6 p., Imprimerie nationale, Paris
- Lettre des représentants du peuple composant le Comité de législation, Bar, Louvet et Pépin, daté du 1er brumaire an III[9], adressé aux membres composants les comités civils des sections de Paris, au sujet de la réorganisation de ces mêmes Comités, 2 p.
- Discours prononcé par S. Pépin, représentant du peuple en mission dans la Haute-Marne, le 7 germinal, an 3[10], 7 p., Imprimerie de Bouchard, Chaumont
- Compte rendu par S. Pepin, représentant du peuple, envoyé dans le département de la Haute-Marne, par décret du 14 pluviôse dernier[11], et de retour à Paris du 1er prairial, présent mois[12] ; imprimé par ordre de la Convention nationale, Convention nationale, prairial, an III, Imprimerie nationale, Paris
- Rapport et projet de décret sur la pétition du citoyen Pierre-François Dufour, d'Abbeville, Convention nationale, 10 p., Imprimerie nationale, an III, Paris
- Projet de résolution présenté par Pépin, séance du 13 thermidor an IV[13], Corps législatif, Conseil des Cinq-Cents, 3 p., Imprimerie nationale, an IV, Paris

## Sources
- « Sylvain Pépin », dans Adolphe Robert et Gaston Cougny, Dictionnaire des parlementaires français, Edgar Bourloton, 1889-1891 [détail de l’édition]
- Argenton-sur-Creuse et ses écrivains, Pierre Brunaud et Gérard Coulon, 135 p., p. 126, Royer, Paris, 1996  (ISBN 2-908670-41-0)
- Catherine Gueret, "La fin triste de Silvain Pépin", in Argenton et son histoire, no 18, 2001, Cercle d'histoire d'Argenton-sur-Creuse, Argenton
- Argentonnais connus et méconnus, p. 22, Cercle d'histoire d'Argenton-sur-Creuse, Argenton-sur-Creuse, 2010